# Deutscher Filmpreis

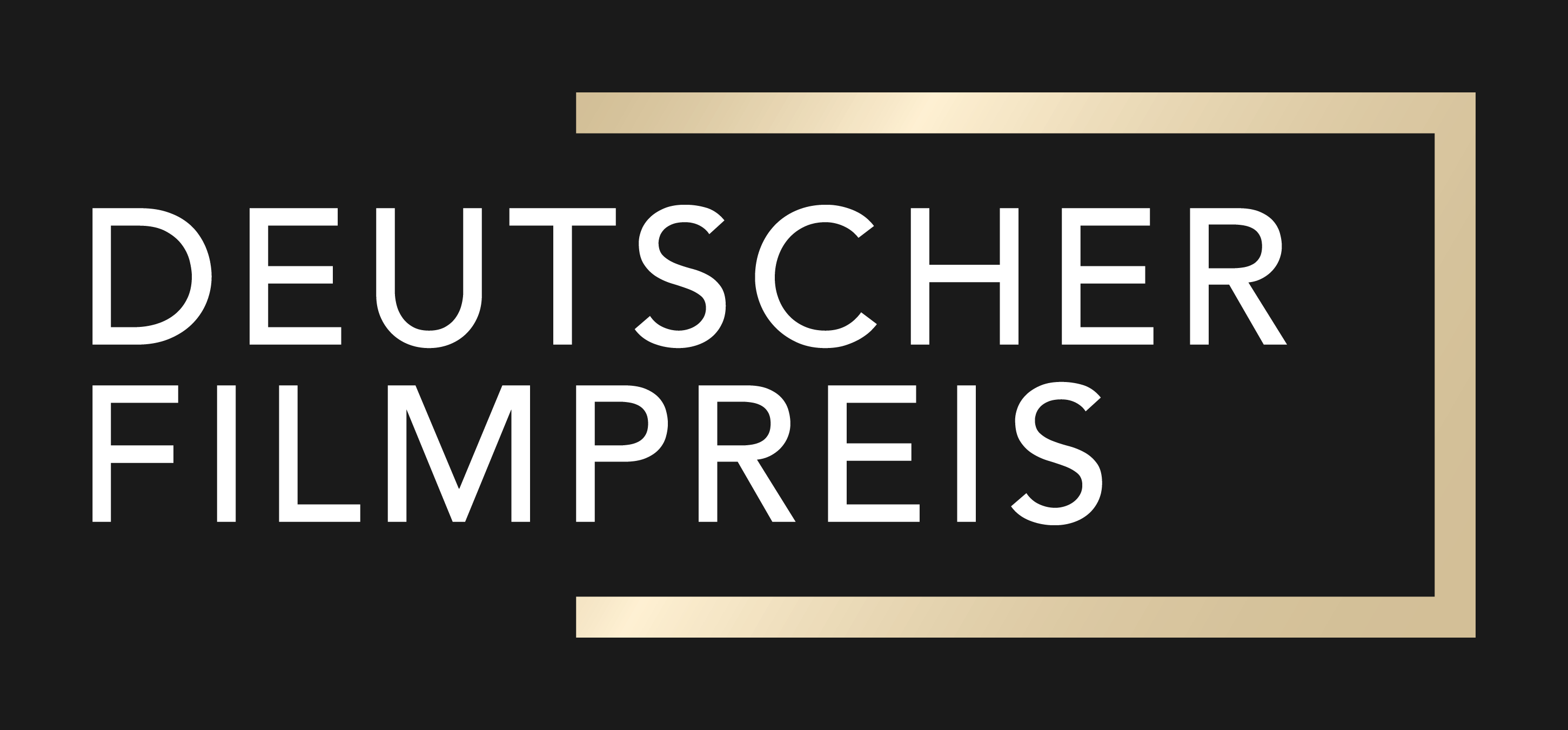
Logo des Deutschen Filmpreises (seit 2019)

Der Deutsche Filmpreis (früher Bundesfilmpreis), nach der Trophäe häufig auch als Lola bezeichnet, wird seit 1951 verliehen und gilt als die renommierteste Auszeichnung für den deutschen Film. Der Deutsche Filmpreis wird jährlich im Frühjahr/Sommer vergeben, im Wechsel vom ARD und ZDF ausgestrahlt, und von der Deutschen Filmakademie Produktion GmbH, einer hundertprozentigen Tochter der Deutschen Filmakademie, produziert.
Symbol des Filmpreises ist seit 1999 die Lola-Statuette, die in Gold an die Gewinner der verschiedenen Kategorien vergeben wird. In der Kategorie „Bester Spielfilm“ wird sie zusätzlich in Bronze und Silber vergeben.
Die letzte Verleihung fand am 9. Mai 2025 statt.

## Geschichte
Der Deutsche Filmpreis wird seit 1951 vergeben: bis 1998 durch das Bundesministerium des Innern und seit 1999 durch den Beauftragten der Bundesregierung für Kultur und Medien. Seit 2025 ist der Beauftragte der Bundesregierung für Kultur und Medien, Staatsminister Wolfram Weimer, für die Vergabe der Preisgelder zuständig.
Die Preisträger wurden bis 2004 von einer Kommission bestimmt, in der auch Politiker und Kirchenvertreter saßen. Diese wurde wegen Proporzdenkens häufig kritisiert. Nach einem Disput über die Nicht-Nominierung des Spielfilms Oi! Warning des damaligen Vergabe-Gremiums mit dem für den Filmpreis verantwortlichen Beauftragten der Bundesregierung für Kultur und Medien Prof. Julian Nida-Rümelin im Jahr 2001 wurde in der Folgezeit der bis dahin übliche Modus der Preisvergabe überarbeitet. In Anlehnung an das US-amerikanische Vorbild Oscar, der – allerdings ohne finanzielle Dotierung durch den Staat – von den Mitgliedern der Academy of Motion Picture Arts and Sciences verliehen wird, wurde 2003 die Deutsche Filmakademie gegründet. Sie ersetzte 2005 die Auswahlkommission durch ein dreistufiges Wahlverfahren der Akademiemitglieder.
Die Verleihung fand von 2006 bis 2009 im Berliner Palais am Funkturm statt. Im Jahr 2006 wurde der Termin erstmals um zwei Monate in den Mai vorgezogen. Als Grund gab die Filmakademie an, man wolle die Veranstaltung zu Beginn des Kinojahres stattfinden lassen; so könnten die ausgezeichneten Filme den Vermarktungseffekt der Verleihung besser ausnutzen. Von 2010 bis 2013 war der traditionsreiche Friedrichstadt-Palast Veranstaltungsort der Preisverleihung. 2014 fand die Verleihungsgala im Berliner Tempodrom statt und kehrte 2015 in das Palais am Funkturm zurück.
Mit insgesamt fast drei Millionen Euro Preisgeld war der Deutsche Filmpreis der höchstdotierte deutsche Kulturpreis. Ab 2025 ist er nicht mehr dotiert, womit er sich anderen internationalen Filmpreisen angleicht.

## Trophäe

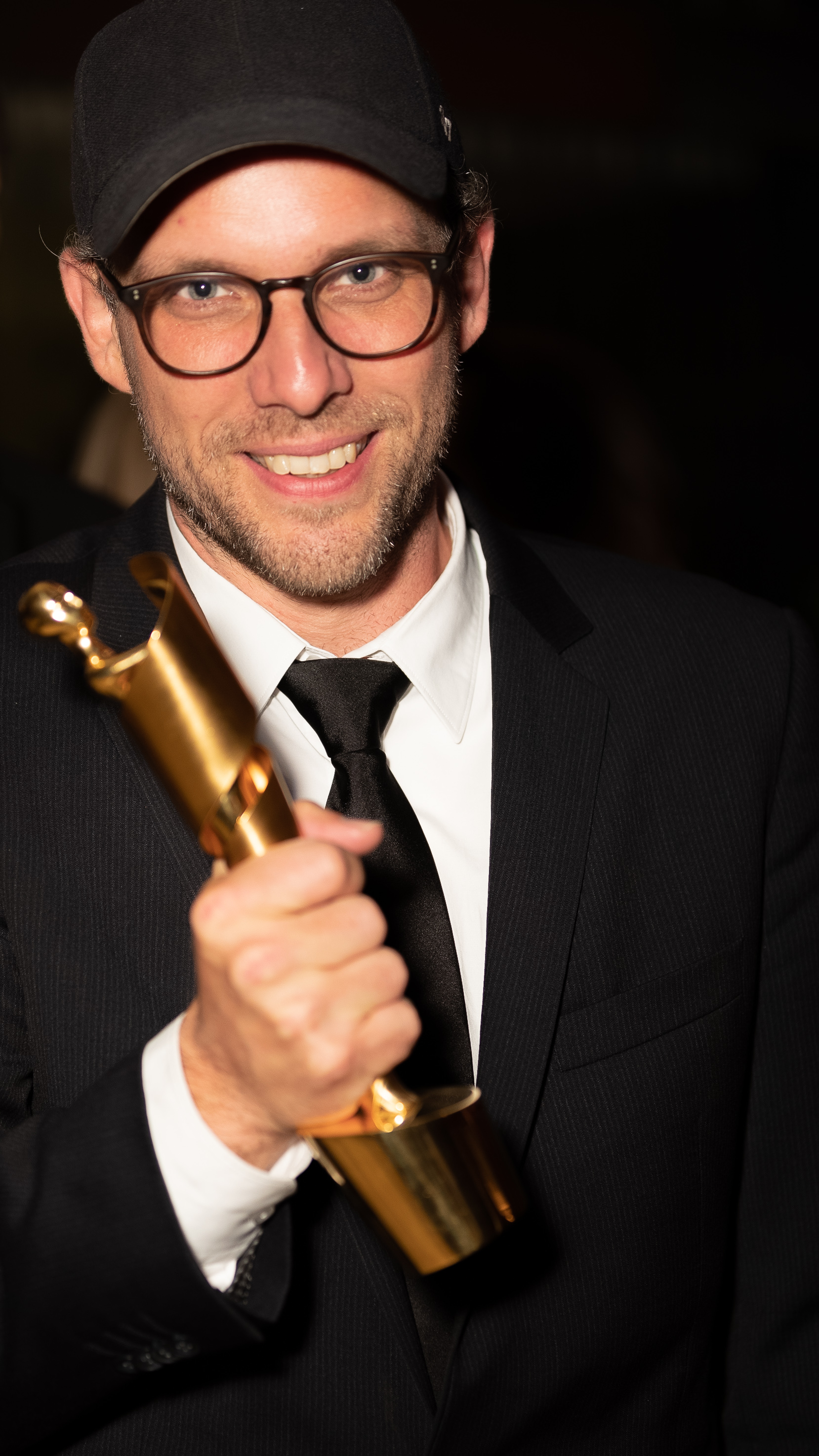
Ansgar Frerich mit der gewonnenen Lola-Preistrophäe für den Dokumentarfilm Of Fathers and Sons – Die Kinder des Kalifats, 2019

Ursprünglich wurde der Preis in einer Reihe von unterschiedlichsten Formen verliehen, darunter der Wanderpreis Goldene Schale für den besten abendfüllenden Spielfilm und Filmbänder in Gold und Silber.
Seit 1999 wird als Trophäe eine Statuette in Form einer von einem stilisierten Filmband umhüllten Frauenfigur im Art-déco-Stil vergeben. In Anlehnung an Marlene Dietrichs Rolle der Lola in Der blaue Engel und an den gleichnamigen Film von Rainer Werner Fassbinder sowie an Tom Tykwers großen Erfolg Lola rennt trägt diese den Namen Lola.
Die Statue wurde 1999 von Stephan Reichenberger zusammen mit der New Yorker Designerin Mechthild Schmidt entwickelt, der Entwurf für die Preismaquette stammt von dem Bildhauer Roman Strobl. Reichenberger: „Einen konkreten Auftrag, im Rahmen des Filmpreis-Gala-Relaunches auch das bisher verliehene Filmband zu ersetzen, gab es nicht. Mechthild Schmidt und ich präsentierten unsere Idee für die Lola-Statuette auf eigene Initiative dem damaligen Kulturstaatsminister Michael Naumann, dem gefiel sie – and a new movie star was born!“ Die Künstlerin über ihren Entwurf: „Dem Medium Film entsprechend, wollte ich Bewegung symbolisieren. Ich wollte der Statue Selbstbewusstsein geben, ohne streng zu sein, Stärke ohne statisch zu werden. Es war mir wichtig, dem Deutschen Filmpreis seine eigene Identität zu geben, sich nicht anzulehnen an das, was andere Preise schon erfolgreich symbolisieren: Während der ‚Oscar‘ fest und symmetrisch stehend den Kämpfer und Gewinner kennzeichnet, wollte ich mit dem Filmpreis die Dynamik der Bewegung, die Muse, die Inspiration, die zum Kunstwerk führt verkörpern.“

## Auswahlprozess
Nachdem es bei der Verleihung 2023 aufgrund der Nichtberücksichtigung von Christian Petzolds Spielfilm Roter Himmel zu teils heftiger Kritik am Auswahlprozess gekommen war, änderte die Deutsche Filmakademie ihr Verfahren. So fiel zum Deutschen Filmpreis 2024 die erste Stufe des bislang dreistufigen Auswahlverfahrens weg, das eine Vorauswahl der Produktionen durch eine Kommission vorsah. Alle Mitglieder der Deutschen Filmakademie wählen damit die Nominierungen für den besten Spiel- und Kinderfilm direkt aus allen eingereichten Beiträgen aus. Ansonsten nominieren die Mitglieder weiterhin entsprechend ihres Gewerkes – so stimmen zum Beispiel Kameraleute über die Nominierungen für die Kategorie Beste Kamera/Bildgestaltung ab. In einem zweiten Schritt stimmen alle Mitglieder über die Preisträger ab. Laut Angaben der Filmakademie war bereits im Herbst 2022 mit der Ausarbeitung eines neuen Wahlverfahrens begonnen worden, das zu ihrem 20. Geburtstag in Kraft trat.
Die Vergabe der Preise durch die Beauftragte der Bundesregierung für Kultur und Medien findet jährlich im Frühjahr/Sommer des jeweiligen Jahres statt.

## Kategorien

### Aktuelle Kategorien
Der Preis wird in den folgenden Kategorien verliehen:
| Kategorie                            | Erstmals verliehen |
| ------------------------------------ | ------------------ |
| Bester Spielfilm                     | 1951               |
| Bester Dokumentarfilm                | 2000               |
| Bester Kinderfilm                    | 2000               |
| Beste Regie                          | 1951               |
| Bestes Drehbuch                      | 1951               |
| Beste weibliche Hauptrolle           | 1954               |
| Beste männliche Hauptrolle           | 1954               |
| Beste weibliche Nebenrolle           | 1954               |
| Beste männliche Nebenrolle           | 1954               |
| Beste Kamera/Bildgestaltung          | 1954               |
| Bester Schnitt                       | 1972               |
| Beste Tongestaltung                  | 1982               |
| Beste Filmmusik                      | 1954               |
| Bestes Szenenbild                    | 1957               |
| Bestes Kostümbild                    | 2005               |
| Bestes Maskenbild                    | 2010               |
| Beste visuelle Effekte und Animation | 2020               |
| Bernd Eichinger Preis *              | 2012               |
| Besucherstärkster Film               | 2014               |
| Ehrenpreis                           | 1962               |

* Der Bernd Eichinger Preis wird nicht zwingend jedes Jahr verliehen.

### Frühere Kategorien

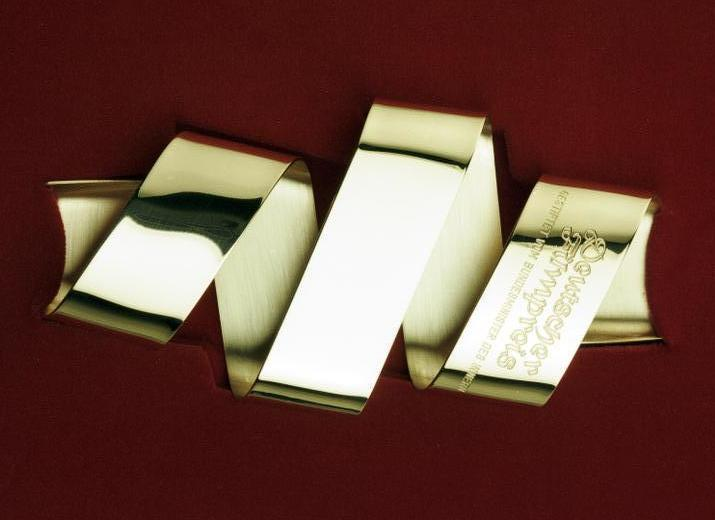
Das „Goldene Filmband“, vergeben bis 1998

Von 1999 bis 2005 wurde der Publikumspreis: Film des Jahres verliehen. Preisträger waren: Lola rennt (1999), Anatomie (2000), Das Experiment (2001), Der Schuh des Manitu (2002), Good Bye, Lenin! (2003), Das Wunder von Bern (2004) und Sophie Scholl – Die letzten Tage (2005). Die Kategorie wurde 2013 unter der Bezeichnung „Publikumspreis“ wieder eingeführt; dabei entschied das Publikum in einer Online-Abstimmung, welcher der zwölf besucherstärksten Filme des Kinojahres 2012 den Preis erhielt. Seit 2014 wird der Preis ohne weitere Abstimmung für den besucherstärksten Film des Jahres verliehen.
Bis 2004 waren die Kategorien Kamera, Schnitt, Szenenbild, Kostümbild und Filmmusik zusammengefasst, und wurden als „Hervorragende Einzelleistung“ gewürdigt. Die „Hervorragende Einzelleistung“ im Bereich Drehbuch konnte bis dahin sowohl an ein unverfilmtes wie ein verfilmtes Skript verliehen werden. Ebenfalls bis 2004 gab es einen Ehrenpreis für den besten ausländischen Film und einen zweiten Publikumspreis, der den/die beste „Schauspieler(in) des Jahres“ würdigte.
Der Filmpreis wurde bis 1998 als Filmband in Gold und Filmband in Silber vergeben. Die verschiedenen Kategorien waren unter anderem:
- bester abendfüllender Spielfilm
- bester abendfüllender / kurzer Dokumentarfilm
- bester Kurzfilm
- beste darstellerische Leistungen
- bester Nachwuchsdarsteller
- beste Nachwuchsdarstellerin

Eine besondere Auszeichnung für einen Film war die Goldene Schale.
In den frühen Jahren gab es auch zeittypische Kategorien wie
- besonders wertvoller Kulturfilm,
- bester Problemfilm,
- Film, der zur Förderung des demokratischen Gedankens beiträgt,

für die Preise wie Kopf mit Flügeln, Goldene Dose, Vase mit goldenem Zweig vergeben wurden.
Eine weitere Kategorie war das Filmband in Gold für langjähriges und hervorragendes Wirken im deutschen Film, das seit 1962 immer an mehrere Persönlichkeiten vergeben wurde. Es wurde 1991 abgelöst vom Ehrenpreis, den jährlich nur noch eine Person erhält.

## Rekorde

### Die erfolgreichsten Filme
Die beiden Filme mit den meisten Auszeichnungen (je zehn) sind Nachts, wenn der Teufel kam (1958) und die deutsch-österreichische Co-Produktion Das weiße Band – Eine deutsche Kindergeschichte (2010), gefolgt von Lieber Thomas (2022), Im Westen nichts Neues (2023) und September 5 (2025) mit neun, Das finstere Tal (2014) und Systemsprenger (2020) mit acht sowie Good Bye, Lenin! (2003), Das Leben der Anderen (2006) und 3 Tage in Quiberon (2018) mit jeweils sieben Ehrungen ohne Publikumspreise. Zählt man diese dazu, kommt Goodbye Lenin! auf neun und Lola rennt (1999) auf acht Preise.

### Die erfolgreichsten Persönlichkeiten
Sechsmal wurde Rainer Werner Fassbinder zu Lebzeiten ausgezeichnet (2× 1970, 1971, 1972, 1978, 1979) sowie einmal posthum mit einem Sonderpreis (1989) und ist damit die am häufigsten geehrte Persönlichkeit. Die Schauspielerinnen mit den häufigsten Darsteller-Ehrungen sind die Fassbinder-Musen Irm Hermann (1970 als Teil eines Schauspielensembles, 1972, 1983), Eva Mattes (1971, 1973 und 2002), Hanna Schygulla (1970 und 1975 als Teil eines Schauspielensembles sowie 1971) und Barbara Sukowa (1982, 1986, 2013) sowie Sandra Hüller (2006, 2014, 2017) und Katja Riemann (1996, 1998, 2005). Bei den Schauspielern ist Götz George mit vier Auszeichnungen erfolgreich (bester Darsteller 1985, 1992, 1996 sowie bester Nachwuchsdarsteller 1960). Maria Schrader erhielt insgesamt vier Auszeichnungen in den Kategorien beste Hauptdarstellerin (1995, 1999) sowie Drehbuch und Regie (beide 2021). Seit der Einführung des offiziellen Nominierungsmodus 1995 ist Meret Becker die Schauspielerin mit den häufigsten Nennungen (sieben). Insgesamt hält der Filmemacher Tom Tykwer den Rekord (elf). 2016 hat Laura Tonke als bisher einzige Schauspielerin sowohl den Preis der besten Hauptdarstellerin als auch der besten Nebendarstellerin im selben Jahr erhalten, Albrecht Schuch hat 2020 als bisher einziger Schauspieler sowohl den Preis als bester Hauptdarsteller als auch für den besten Nebendarsteller erhalten. Tim Fehlbaum erhielt 2025 als erster Preisträger drei Lolas für einen Film (Beste Regie, Bestes Drehbuch, Bester Spielfilm). Dreimal erfolglos in die Endauswahl gekommen, hält Nadja Uhl den Rekord mit den meisten Nominierungen unter den Schauspielern ohne Sieg. Der Regisseur Christian Petzold ist mit sieben Nominierungen die am häufigsten benannte Persönlichkeit, welche die Lola bisher nie erhalten hat, allerdings erhielt sein Film Die innere Sicherheit den Preis für den besten Spielfilm.